# Bolschewiki

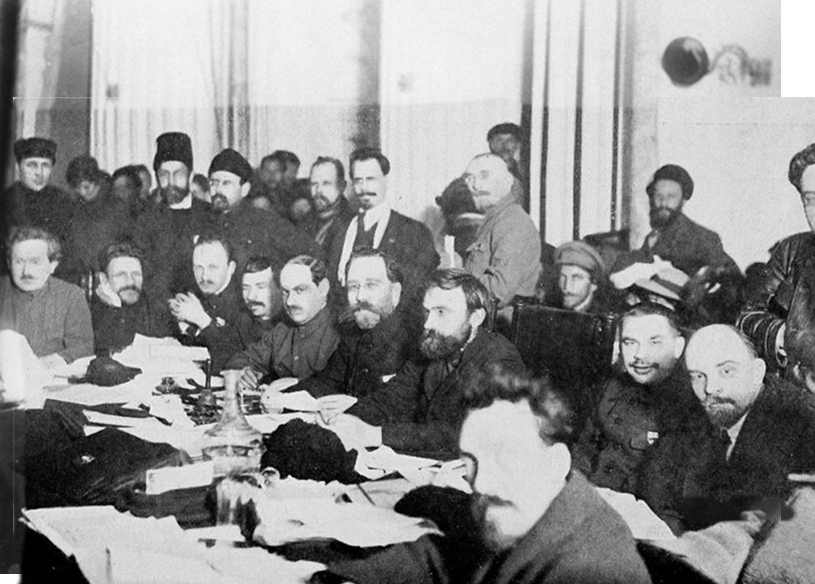
Parteikongress der Bolschewiki, mit Lenin auf der rechten Seite. Die übrigen Teilnehmer (von links): Jenukidse, Kalinin, Bucharin, Tomski, Laschewitsch, Kamenew, Preobraschenski, Serebrjakow und vorne Rykow.

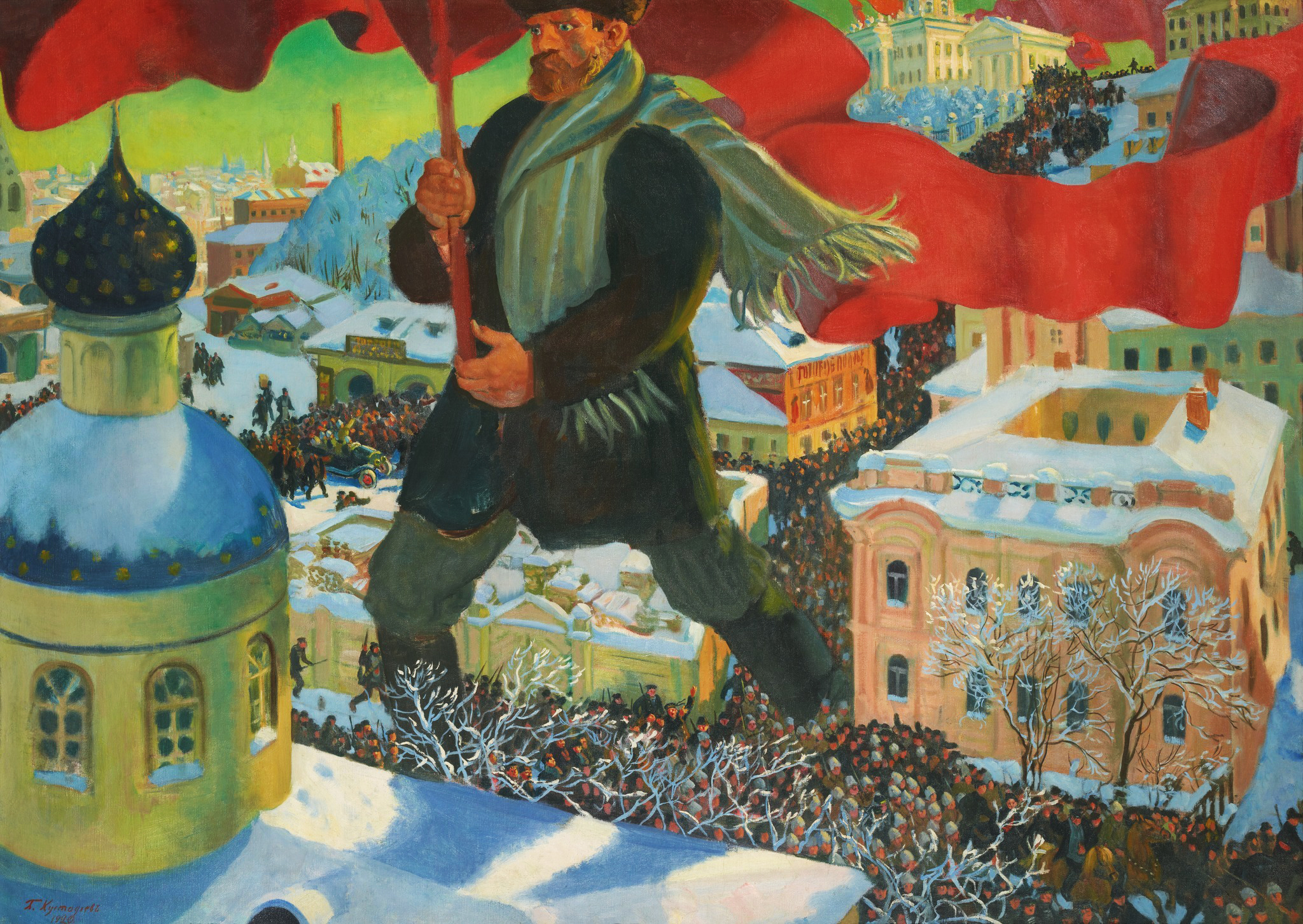
Der Bolschewik, Ölgemälde von Boris Kustodijew, 1920

Die Bolschewiki (russisch большевики bol’ševiki [bəlʲʂɨvʲɪˈki]; wörtlich übersetzt „die Mehrheitler“), eingedeutscht auch Bolschewiken oder Bolschewisten, waren eine radikale Fraktion unter der Führung von Wladimir Lenin innerhalb der Sozialdemokratischen Arbeiterpartei Russlands (SDAPR). Sie strebten nicht nur soziale Reformen an, sondern auch den Sturz des Zaren sowie den Sozialismus und Kommunismus durch eine „demokratische Diktatur der Arbeiter und Bauern“ und ab August 1917 eine Diktatur des Proletariats auf Basis von Arbeiterräten, in Russland Sowjets genannt. Bei der Umstellung ihrer Politik spielten Lenins Aprilthesen eine entscheidende Rolle.
Im Gegensatz zur gemäßigten Fraktion der Menschewiki organisierten sie sich als straffe Kaderpartei (Partei neuen Typus), als Trupp von Berufsrevolutionären.

## Entstehung des Begriffs
Der Begriff Bolschewiki (von russisch bolschinstwo/большинство für „Mehrheit“) spiegelt nicht das allgemeine Stimmenverhältnis innerhalb der Sozialdemokratischen Arbeiterpartei Russlands (SDAPR) wider. Einzig auf dem 2. Parteitag in Brüssel und London 1903, auf dem Lenin den Sturz der Zarenherrschaft in Russland forderte und hierzu die Umgestaltung der SDAPR in eine revolutionäre Kaderpartei beantragte, vermochte seine Fraktion eine knappe Mehrheit zu erringen, auch weil zuvor die Delegierten des Allgemeinen Jüdischen Arbeiterbundes wegen Streitigkeiten um den Status der Organisation die Sitzung verlassen hatten. Hierdurch wurde der Begriff Bolschewiki (russisch für „Mehrheitler“) fortan zur Eigenbezeichnung des radikalen Parteiflügels um Lenin, die tatsächliche Mehrheit hatten jedoch bis zum endgültigen faktischen Auseinanderbrechen der Partei infolge der 6. Parteikonferenz in Prag 1912 die gemäßigten Menschewiki („Minderheitler“) inne, die 1903 von Julius Martow geführt wurden. Auf der Prager Konferenz bildete sich demzufolge die Sozialdemokratische Arbeiterpartei Russlands (Bolschewiki) als eigenständige Partei.

## Erster Weltkrieg und Oktoberrevolution
Beim Ausbruch des Ersten Weltkriegs verurteilten die Bolschewiki die Teilnahme Russlands als imperialistische Aggression. Da die zaristische Armee im Laufe des Krieges immer mehr Rückschläge hinnehmen musste, gewann die Partei stark an Zulauf. Als nach dem Ende der Zarenherrschaft infolge der Februarrevolution 1917 die vom Sozialrevolutionär Alexander Kerenski geführte Provisorische Regierung die Kriegsteilnahme ebenfalls nicht beendete, gewannen die Bolschewiki auch im Petrograder Sowjet immer mehr an Einfluss und stellten dort ab Sommer desselben Jahres schließlich die stärkste Fraktion sowie nach einiger Zeit den Vorsitzenden (Leo Trotzki). Ebenso erlangten sie die Mehrheit im Revolutionären Militärkomitee, welches später die Oktoberrevolution organisierte. Durch die Auflösung der Provisorischen Regierung durch Rotgardisten am 25. Oktoberjul. / 7. November 1917greg. und die bald darauf folgende Zerschlagung der Konstituierenden Versammlung wurden die Bolschewiki de facto die alleinherrschende Macht im gesamten Russland.

## Nach der Oktoberrevolution
Außenpolitisch versuchten die Bolschewiki, ihre Revolution auch in Westeuropa zu verankern, da sie nur so die Chance für ein Überleben Sowjetrusslands sahen. Es gab daher intensive Kontakte auch mit revolutionären und linkssozialistischen Parteien und Gruppen in Deutschland, wie z. B. der USPD und der Spartakusgruppe.

## Russischer Bürgerkrieg
Im Russischen Bürgerkrieg (etwa 1918–1922) kämpfte die sozialistische Rote Armee gegen die reaktionäre, vom Ausland unterstützte Weiße Armee, die aus Teilen des alten zaristischen Militärs und Freiwilligen bestand, die Tschechoslowakische Legion, die Interventionstruppen der Westmächte und Japans sowie Polen. Dabei paktierten die Bolschewiki unter anderem mit der Machnowschtschina, einer von Nestor Machno angeführten Volksbewegung in der Ukraine, die wesentlich zur Niederschlagung der Weißen Armee von General Wrangel beitrug. Auf die Weigerung der Machnowschtschina hin, sich schließlich den Bolschewiki unterzuordnen, wurde die Bewegung im Sommer 1921 von der Roten Armee zerschlagen.
Mittels der von Trotzki gegen viel Widerstand mit der Hilfe ehemaliger zaristischer Offiziere nach dem Vorbild einer westlichen Armee aufgebauten Roten Armee ging das neue bolschewistische Regime erfolgreich gegen die von ihnen als solche benannten Konterrevolutionäre vor. Bis 1922 gelang es den Bolschewiki, fast den gesamten Osten des riesigen russischen Reiches zu kontrollieren.
Außerdem war mit dem Bürgerkrieg ein erheblicher Terror hinter und an den Fronten verbunden, wie auch der sogenannte Kriegskommunismus, eine Wirtschaftspolitik, die alle Unternehmen unter staatliche Kontrolle stellte. Weitere repressive Maßnahmen führten zu extremen Versorgungsengpässen und damit auch zu Aufständen innerhalb der Bevölkerung. 1921 löste die Neue Ökonomische Politik den Kriegskommunismus ab.
Seit ihrem VII. Parteikongress, der vom 6. bis zum 8. März 1918 tagte, nannten sich die Bolschewiki Kommunistische Partei Russlands (Bolschewiki) (KPR (B)), aus der nach der Vereinigung mit den bolschewistisch-kommunistischen Parteien der Ukraine, Belarus' und Transkaukasiens 1925 die Kommunistische Allunions-Partei (Bolschewiki) – WKP (B) – hervorging.
In Namensanspielung wurde Sowjetrussland vom Westen zeitweise herablassend Bololand genannt.

## Sowjetunion
Im eigenen Land nahmen, besonders zu Stalins Zeiten, Repressionen gegen die sowjetische Bevölkerung zu. Die Geheimpolizei (Tscheka, GPU) unterdrückte jede Opposition, verhaftete viele Kritiker und potenzielle Feinde und richtete sie hin. Auf diese Art und Weise beherrschte die Kommunistische Partei lange Zeit das Land.
1952 wurde die Partei in Kommunistische Partei der Sowjetunion umbenannt, der Begriff Bolschewiki war damit im offiziellen Sprachgebrauch der Sowjetunion abgeschafft.